# Alvinlândia
Alvinlândia é um município brasileiro do estado de São Paulo. Sua população estimada em 2024 era de 2.923 habitantes.

## Toponímia
Alvinlândia, a rigor “Terra de Alvim” (do germânico, land – terra) é uma homenagem prestada ao Major Juvenal Alvim, pai do deputado Joviano Alvim, que juntamente com seus colegas Cunha Bueno e Castro Carvalho trabalharam para emancipação do município. 

## História
O povoado de Vila Couto, que deu origem a cidade de Alvinlândia, foi fundado por José Bonifácio do Couto, João Manzano e Horácio Couto. Ao se separar do município de Garça em 18 de fevereiro de 1959 teve o seu nome alterado de Vila Couto para a sua atual denominação.
O Município de Alvinlândia faz parte da Comarca de Garça conforme a Lei nº 8.092, de 29 de fevereiro de 1964.

### Formação territorial-administrativa
Histórico da formação do município:
- Povoado criado em 1916 com o nome de Vila Couto.
- Distrito criado com a denominação de Alvinlândia, no município de Garça, pela Lei nº 233, de 24/12/1948.
- Município criado pela Lei nº 5.285, de 18/02/1959.

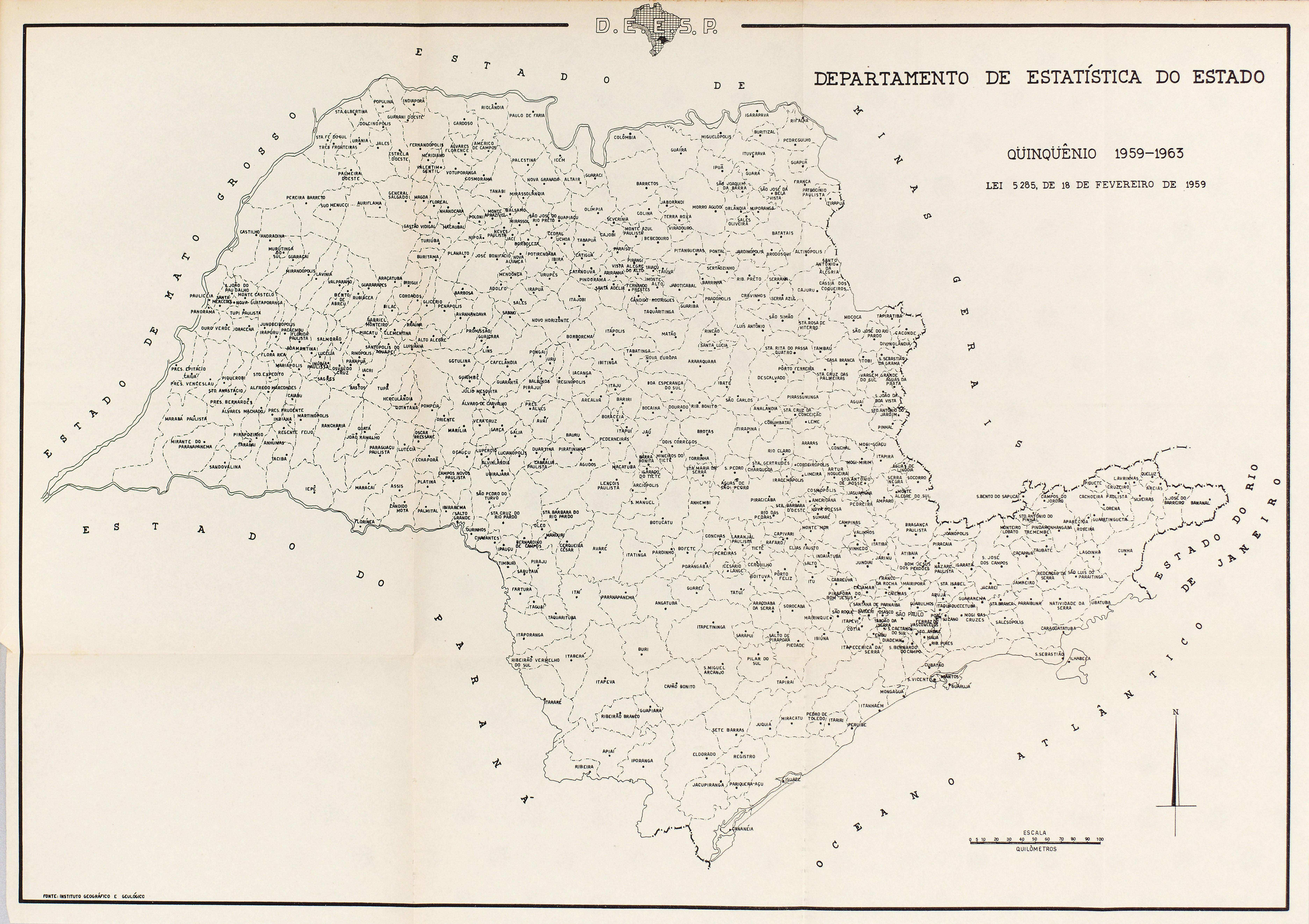
Estado de São Paulo (1959).

## Geografia
- Área: 89,0 km²
- Altitude: 685 m

### Hidrografia
- Represa Municipal
- Rio São João
- Rio Cascavel

### Rodovias
- SP-331

## Demografia

### População
| Crescimento populacional                             | Crescimento populacional | Crescimento populacional | Crescimento populacional |
| Ano                                                  | População Total          |                          | %±                       |
| ---------------------------------------------------- | ------------------------ | ------------------------ | ------------------------ |
| 1960                                                 | 4 226                    |                          | —                        |
| 1970                                                 | 3 020                    |                          | −28,5%                   |
| 1980                                                 | 3 461                    |                          | 14,6%                    |
| 1991                                                 | 2 541                    |                          | −26,6%                   |
| 2000                                                 | 2 837                    |                          | 11,6%                    |
| 2010                                                 | 3 000                    |                          | 5,7%                     |
| 2022                                                 | 2 885                    |                          | −3,8%                    |
| Est. 2024                                            | 2 923                    | [ 8 ]                    | 1,3%                     |
| Fontes: Censos Demográficos IBGE e Estimativas SEADE |                          |                          |                          |

### Dados demográficos
Dados do Censo - 2005
População total: 3.056
- Urbana: 2.636
- Rural: 420
- Homens: 1.431
- Mulheres: 1.406
- Área Territorial (km²): 89
- Área total (ha): 8.900
- Área Urbana (ha):50
- Área Rural (ha): 8.850

Densidade demográfica (hab./km²): 33,38
Mortalidade infantil até 1 ano (por mil): 18,35
Expectativa de vida (anos): 69,94
Taxa de fecundidade (filhos por mulher): 2,74
Taxa de alfabetização: 84,86%
Índice de Desenvolvimento Humano (IDH-M): 0,741
- IDH-M Renda: 0,649
- IDH-M Longevidade: 0,749
- IDH-M Educação: 0,824

(Fonte: IPEADATA)

## Política e administração

### Símbolos municipais

#### Hino
Autoria de: Almir Coelho da Silva
No centro oeste paulista

Nasceu nosso querido rincão

De riquezas e muitas conquistas

Ostentadas em seu lindo brasão

Vila Couto foi teu nome primeiro

Foi assim que outrora a chamaram

Demos graças aos bravos pioneiros

Que com garra este chão desbravaram

Alvinlândia, Alvinlândia

Hoje quanto orgulho nos deste

Um recanto de paz e alegria

Simpatia do centro oeste (bis)

Em todo este imenso Brasil

Tu és para nós sem igual

Acolhestes teu povo servil

Com o teu calor maternal

Terra fértil e alvissareira

Cidade de amor e de luz

Tua gente é hospitaleira

E ao futuro promissor te conduz

Alvinlândia, Alvinlândia

Hoje quanto orgulho nos deste

Um recanto de paz e alegria

Simpatia do centro oeste (bis)

## Infraestrutura

### Comunicações
O sistema de telefones automáticos foi inaugurado na cidade em 1977 pela Telecomunicações de São Paulo (TELESP), que também implantou o sistema de discagem direta à distância (DDD) em 1988 com o código de área (0144). Anteriormente a cidade era atendida pela Companhia de Telecomunicações do Estado de São Paulo (COTESP).
Na década de 90 o código DDD da cidade foi alterado para (014), para padronização do sistema telefônico com a telefonia celular que estava sendo implantada em todo o estado.

## Cultura e lazer
- Festa do Padroeiro Sto. Antônio (13/06)
- Reserva Florestal Caetetus (108 ha)
- Praça da Matriz
- Cachoeira Miranda
- Cachoeira Urupês
- Cachoeira Cascavel
- Cachoeira do Castilho
- Represa Municipal

## Religião
O Cristianismo se faz presente na cidade da seguinte forma:

### Igreja Católica
- A igreja faz parte da Diocese de Ourinhos.[17]

### Igrejas Evangélicas
Entre as igrejas protestantes históricas, pentecostais e neopentecostais, encontram-se na cidade:
- Assembleia de Deus Ministério do Belém.[20][21]
- Congregação Cristã no Brasil.[22]